# Tetrasida serrulata
Tetrasida serrulata là một loài thực vật có hoa trong họ Cẩm quỳ. Loài này được Fryxell & Fuertes miêu tả khoa học đầu tiên năm 1992.